# Arismar do Espírito Santo

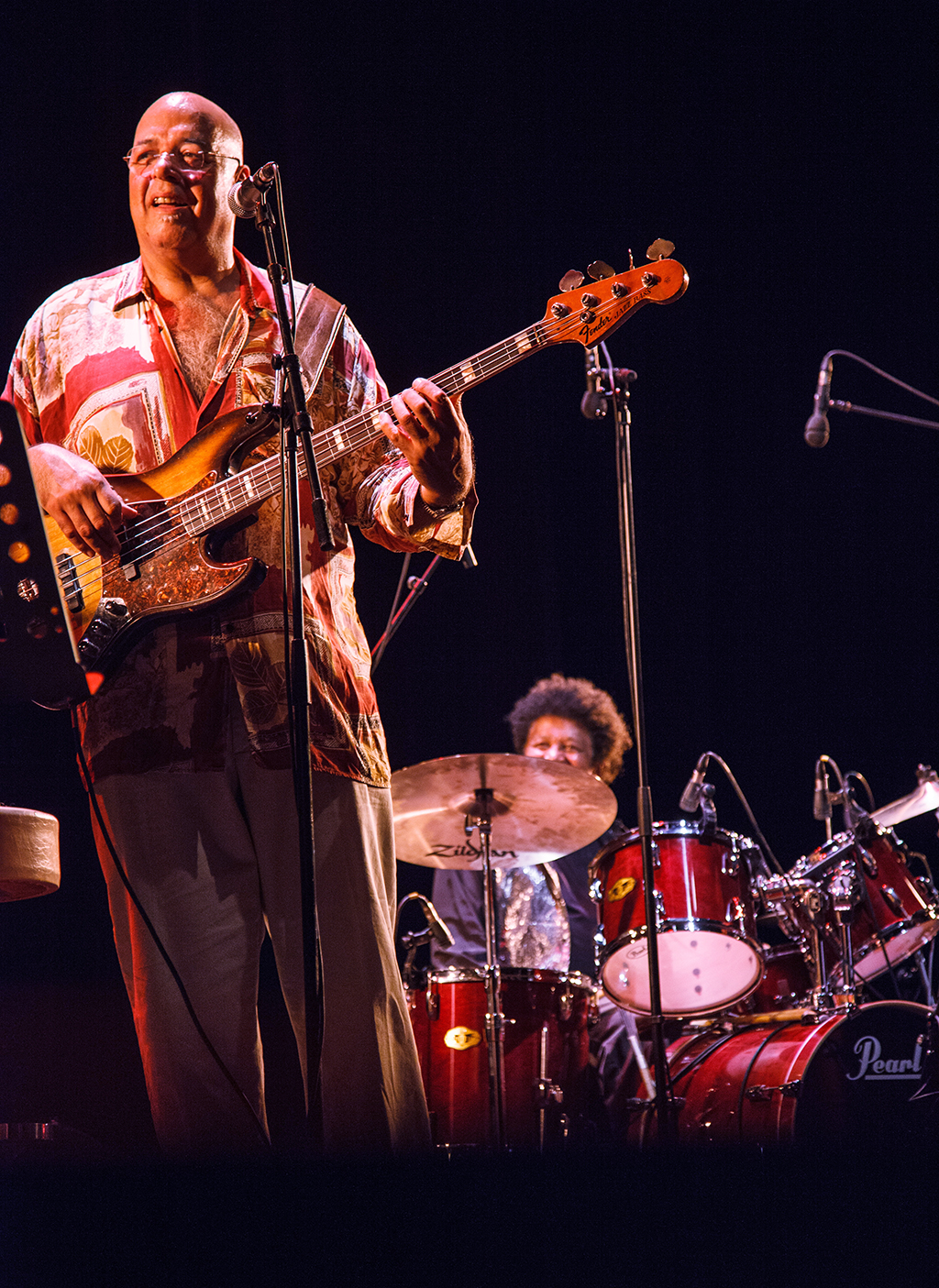
Arismar do Espírito Santo em show de João Donato, realizado no Espaço Pierre Cardin.

Arismar do Espírito Santo (Santos, 9 de julho de 1956) é um músico e multi-instrumentista brasileiro. Além de tocar contrabaixo, seu principal instrumento, guitarra, violão, piano e bateria, faz composições e arranjos harmônicos muitas vezes inusitados. Arismar transita com impressionante desenvoltura por diversos estilos, seja jazz, samba, choro e até rock. “Não sou dessa vertente, mas sei tocar”, diz.
Em 1998, pela Revista Guitar Player, foi eleito um dos dez melhores guitarristas do Brasil.

## Biografia
A família de Arismar é muito musical. Sua mãe, de nome artístico Aracy Lima, foi cantora da Rádio Atlântica de Santos. Seu irmão Paulo Roberto é músico, compositor e arranjador; seu filho, Thiago Espírito Santo, é contrabaixista, e sua filha, Bia Goes, é cantora.
Nos primeiros anos de vida, já brincava com os acordes. “Mas toda criança toca um violão como um contrabaixo, porque puxa a corda”. Aos 11 anos, Arismar já sabia tocar violão. Por gostar demais do compasso das escalas musicais, decidiu pesquisar as batidas da bateria como autodidata. “Aos 16, fui para a bateria. Daí, não parei mais”, diz ele.
Aos 17, aceitou o convite para ser baterista de uma banda na Baiúca, então famosa casa noturna de São Paulo.
Ainda na década de 1970, atuou, em shows e gravações, com com vários artistas e grupos brasileiros, como Hermeto Pascoal, Toninho Horta, César Camargo Mariano, Sebastião Tapajós, e outros.
Em 1993, lançou seu primeiro álbum solo, em formato LP, intitulado Arismar do Espírito Santo, que seria relançado em 2003, em CD, com o nome Arismar do Espírito Santo: 10 anos.

## Discografia
- 1993 - Arismar do Espírito Santo • Velas - LP
- 2002 - Estação Brasil • Maritaca - CD
- 2003 - Arismar do Espírito Santo: 10 anos • Maritaca - CD
- 2006 - Foto do Satélite • Maritaca - CD
- 2006 - América (com Edsel Gomes) • Lua Discos - CD
- 2006 - Glow (com Jane Duboc e Vinícius Dorin) • EMI - CD
- 2007 - Uma Porção de Marias (com Jane Duboc) • Biscoito Fino - CD
- 2007 - Cape Horn (com Toninho Horta) • Porto das Canoas - CD
- 2012 - Alegria Nos Dedos • Maritaca - CD
- 2013 - Roupa na Corda • Maritaca - CD
- 2016 - Flor de Sal - Maritaca-CD
- 2019 - Cataia - Gramofone -CD

## Livros
- 2012 - Caderno Acre
- 2014 - Song Arismar Book (Passarim Editora)[5]

## Prêmios e Indicações
| Ano  | Prêmio                                     | Categoria                                                | Trabalho                          | Resultado | Ref.  |
| ---- | ------------------------------------------ | -------------------------------------------------------- | --------------------------------- | --------- | ----- |
| 1993 | Prêmio Sharp                               | Melhor Álbum Instrumental                                | álbum "Arismar do Espírito Santo" | Venceu    |       |
| 1998 | Revista "Guitar Player"                    | Lista: Os 10 Melhores Guitarristas/Violonistas do Brasil |                                   | Incluído  | [ 3 ] |
| 2012 | Prêmio FUNARTE de Música Brasileira        |                                                          | Projeto "Caderno Acre"            | Venceu    | [ 2 ] |
| 2012 | Prêmio Governador do Estado para a Cultura | Música                                                   | Alegria Nos Dedos                 | Indicado  | [ 6 ] |
| 2013 | Prêmio Governador do Estado para a Cultura | Música                                                   | Roupa na Corda                    | Indicado  |       |

## Atuação em shows e gravações
- Hermeto Pascoal,
- Chet Baker
- César Camargo Mariano,
- Sebastião Tapajós,
- Jane Duboc,
- Sueli Costa,
- Raul de Souza,
- Maurício Einhorn,
- Hélio Delmiro,
- Roberto Sion,
- Sivuca,
- Filó Machado,
- Dominguinhos,
- Luís Eça,
- Dory Caymmi,
- Heraldo do Monte,
- Lenine,
- Joyce,
- Paquito D’Rivera,
- Lisa Ono,
- João Donato,
- Laércio de Freitas,
- Leny Andrade,
- Maurício Carrilho,
- Paulo Moura,
- Toninho Horta,
- Yuka Kido,
- Borguetinho,
- Eduardo Gudin,
- Zé Renato,
- Leandro Braga,
- Cristóvão Bastos,
- Fátima Guedes,
- Nivaldo Ornelas,
- Roberto Menescal,
- Banda Mantiqueira,
- Henrique “Zurdo” Roizner,
- Satoshi Takeishi,
- John Lee,
- Lucho Gonzales.

## Participação em turnês internacionais
- “Hermeto Pascoal Trio”, na Europa, se apresentando em diversos festivais de jazz;
- Joyce no Blue Note de Tóquio e Fukuoka, Japão;
- Leny Andrade, na Umbria Jazz Festival- Itália; - e já apresentou sua música na Dinamarca, Argentina e EUA.